# Église de Tous-les-Saints de Pontefract
L’église de Tous-les-Saints (anglais : All Saints' Church) est une église paroissiale située à Pontefract en Angleterre.

## Voir également
- Église Saint-Giles (Pontefract)